# Dibamus booliati
Espèce
Dibamus booliati est une espèce de sauriens de la famille des Dibamidae. 

## Répartition
Cette espèce est endémique du Kelantan en Malaisie.

## Étymologie
Cette espèce est nommée en l'honneur de Boo Liat Lim.

## Publication originale
- Das & Yaakob, 2003 : A new species of Dibamus (Squamata: Dibamidae) from Peninsular Malaysia. Raffles Bulletin of Zoology, vol. 51, n. 1, p. 143-147 (texte intégral).